# Dorian Boccolacci
Dorian Boccolacci, né le 9 septembre 1998 à Cannes (Alpes-Maritimes), est un pilote automobile français.

## Biographie

### 2006-2013: débuts en karting
Dorian Boccolacci fait ses débuts en compétition automobile en 2006, grâce au karting. Il pratique dans le club de l'ASK Bar-sur-Loup. L'année suivante, il est sacré champion de la région Provence-Alpes-Côte d'Azur en minikart, avant de remporter en 2009 la Bridgestone Cup et une manche de championnat de France. En 2010, il obtient le titre de champion de France dans la catégorie Cadet. En 2011, il se fait remarquer en terminant deuxième des Masters de karting de Paris-Bercy Junior. L'année suivante, Boccolacci termine troisième du championnat d'Europe KF3.
Sa saison 2013 est couronnée de succès avec ses victoires à la CIK-FIA International Super CUP, à deux manches du Deutsche Kart Meisterschaft, le Trofeo Andrea Margutti, et ses titres de champion en WSK Euro Series et en WSK Master Series. Durant la saison, il se fait aussi remarquer en étant l'auteur de la pole position au championnat du Monde KF à Bahreïn devant Max Verstappen. À la suite de ses résultats, il sera élu « Casque d’Or 2013 ».

### 2014: débuts en monoplace
En 2013, en parallèle à son programme de karting, Boccolacci intègre le Lotus F1 Junior Team, filière de jeunes pilotes du Lotus F1 Team. Après une saison riche en succès en karting, Boccolacci décide d'intégrer le championnat de France de Formule 4 en 2014, toujours avec le soutien de Lotus F1,. Après seulement une manche, le Français est déjà présent dans le top 3 du classement général. Il confirme ses bons débuts lors de la deuxième manche, où il prend la tête du classement général, avec deux victoires et deux pole positions. À l'issue de la dernière manche, il décroche le titre de vice-champion de France F4 mais également le titre de champion Junior.

### 2015: saison sans éclat en Formule 3
Malgré quelques essais en fin de saison 2014 en Eurocup Formula Renault 2.0, Dorian Boccolacci rejoint l'équipe française Signature Racing en championnat d'Europe de Formule 3, aux côtés du Thaïlandais Alexander Albon, membre du Lotus F1 Junior Team et déjà présent en monoplace depuis 2012,. De plus, Lotus F1 est racheté par Renault qui entame une grande restructuration de son académie de jeunes pilotes, la Renault Sport Academy, dans laquelle il n'est pas retenu. Lors de cette saison, il se classe dix-neuvième du championnat de Formule 3 avec 27 points.

### 2016: saison en Formule Renault 2.0
En 2016, Dorian Boccolacci change de Formule et rejoint Tech 1 Racing dans les championnats d'Eurocup Formula Renault 2.0 et de Formula Renault 2.0 Northern European Cup (NEC). Il retrouve rapidement le chemin de la victoire en NEC à Monza et se montre régulièrement aux avants-postes durant toute la saison, pour terminer troisième du championnat nord-européen et vice-champion d'Europe.
Il pilote pour l’équipe Teo Martin en F3 Euro Open seulement lors de la dernière course de la saison à Barcelone et s’impose, mais reçoit une pénalité de cinq secondes qui le rétrograde à la troisième place.

### 2017-2018: passage en GP3 Series

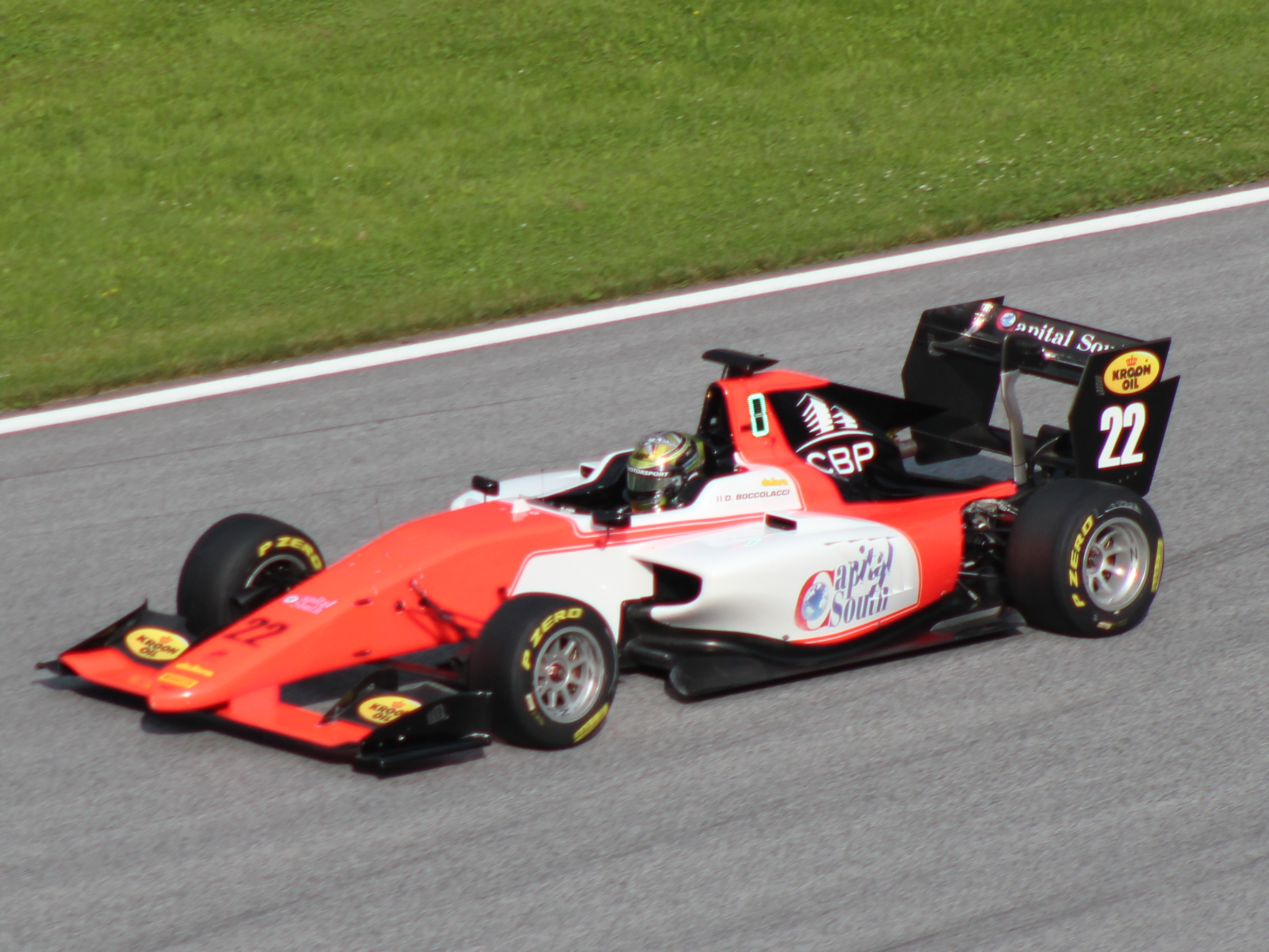
Dorian Boccolacci sur le Red Bull Ring en 2018.

Pour la saison 2017, Dorian Boccolacci décide de passer en GP3 Series ; après des essais chez DAMS et Arden International, il signe finalement chez Trident Racing, après avoir terminé en tête les essais de pré-saison. Sa saison est marquée par quelques podiums et une certaine pointe de vitesse. Lors de la dernière course de la saison sur le circuit Yas Marina, il s'impose pour la première fois de sa carrière en GP3 Series, terminant sixième du championnat et troisième débutant,.
En 2018, Boccolacci quitte Trident pour rejoindre MP Motorsport, nouvelle équipe en GP3 Series. Il obtient sa première pole position puis sa première victoire sur le circuit du Castellet mais est disqualifié après la course à la suite d'un manque d’essence. Il remporte finalement sa première course de la saison sur le Hungaroring et obtient également les points du meilleur tour en course. En ayant disputé qu'une demi-saison, il se classe dixième du championnat avec 58 points.

### 2018-2019: promotion en Formule 2
Pendant la pause estivale, il est promu en Formule 2 par son écurie MP Motorsport. Dorian Boccolacci fait ses débuts en Formule 2 à Spa-Francorchamps, où il remplace Roberto Merhi jusqu'à la fin de la saison. Il inscrit ses deux premiers points à Monza, puis un autre à Sotchi et se classe ainsi vingt-et-unième du championnat. Durant l'hiver, il participe au Trophée Andros dans la série Elite au sein de l'écurie CMR. Avec un total de huit victoires en douze courses, il est sacré champion de sa série. Pointant à la douzième place du championnat de F2 avec trente points en dix courses à la mi-saison, il est remplacé par Arjun Maini à cause de son manque de sponsors pour participer à la saison entière.
Début 2018, Dorian Boccolacci remplace un pilote pour le Trophée Andros électrique à Isola 2000 et gagne la course 2 du weekend pour sa première expérience sur glace.

### 2019-: reconversion en GT
Fin 2019, à la recherche d'un volant, il rebondit en Blancpain GT Sprint Cup Series, où il rejoint Saintéloc Racing sur une Audi R8 LMS GT3, pour les deux dernières manches de la saison. En février 2020, Dorian Boccolacci annonce participer au Lamborghini Super Trofeo Europe avec Oregon en GT. Quelques jours après, il annonce un double programme en participant aux ADAC GT Masters, le championnat de GT allemand, avec Zakspeed sur une Mercedes-AMG GT3.
En 2023, il parvient à décrocher le titre de champion en Porsche Carrera Cup France avec CLRT. Il finit également 5e en Porsche Mobil 1 Supercup toujours avec CLRT.
En 2024, il participe au GT World Challenge Europe Endurance avec Schumacher CLRT.

## Vie privée
Dorian Boccolacci réside à Callian, dans le département du Var. Il est connu sur les réseaux sociaux sous le nom de BoccoTv.
Il a bénéficié d'horaires aménagés durant sa scolarité en raison de ses compétitions.  
Il a pratiqué durant son enfance différents sports tels que la boxe, le judo, l’athlétisme, le tennis ou encore le ski en compétition. Ses activités actuelles[Quand ?] en dehors du sport automobile sont le tennis et la boxe, où il a été titré champion de France dans sa catégorie à l’âge de 10 ans.

## Résultats en compétition automobile
| Saison    | Championnat                        | Écurie                | Courses | Victoires | Pole positions | Meilleurs tours | Podiums | Points | Classement |
| --------- | ---------------------------------- | --------------------- | ------- | --------- | -------------- | --------------- | ------- | ------ | ---------- |
| 2014      | Championnat de France de Formule 4 | Autosport Academy     | 21      | 2         | 2              | 2               | 8       | 238    | 2e         |
| 2015      | Championnat d'Europe de Formule 3  | Signature             | 33      | 0         | 0              | 0               | 0       | 27     | 19e        |
| 2016      | Eurocup Formula Renault 2.0        | Tech 1 Racing         | 15      | 2         | 2              | 3               | 7       | 200    | 2e         |
| 2016      | Formula Renault 2.0 NEC            | Tech 1 Racing         | 15      | 1         | 0              | 0               | 5       | 226    | 3e         |
| 2016      | Euroformula Open                   | Teo Martín Motorsport | 2       | 0         | 0              | 0               | 1       | 0      | non classé |
| 2017      | GP3 Series                         | Trident               | 15      | 1         | 0              | 0               | 3       | 93     | 6e         |
| 2017-2018 | Trophée Andros (Électrique)        | SPI Logistics         | 3       | 1         | 1              | 1               | 1       | 82     | 12e        |
| 2018      | GP3 Series                         | MP Motorsport         | 10      | 1         | 1              | 1               | 1       | 58     | 10e        |
| 2018      | Formule 2                          | MP Motorsport         | 8       | 0         | 0              | 0               | 0       | 3      | 21e        |
| 2018-2019 | Trophée Andros (Élite)             | CMR                   | 12      | 8         | 7              | 7               | 10      | 647    | Champion   |
| 2019      | Formule 2                          | Campos Racing         | 10      | 0         | 0              | 0               | 0       | 30     | 12e        |
| 2019      | Formule 2                          | Trident               | 2       | 0         | 0              | 0               | 0       | 30     | 12e        |
| 2019      | Blancpain GT Sprint Cup Series     | Saintéloc Racing      | 4       | 0         | 0              | 0               | 0       | 0      | non classé |
| 2020      | Lamborghini Super Trofeo Europe    | Oregon Team           | 2       | 0         | 0              | 0               | 0       | 0      | non classé |
| 2020      | ADAC GT Masters                    | Zakspeed              | 14      | 1         | 0              | 0               | 1       | 70     | 12e        |
| 2020      | GT World Challenge Endurance       | Saintéloc Racing      | 4       | 0         | 0              | 0               | 0       | 22     | 33e        |
| 2021      | Porsche Carrera Cup France         | Martinet By Almeras   | 4       | 4         | 4              | 2               | 4       | 106    | 2e         |
| 2021      | Porsche Supercup                   | Martinet By Almeras   | 8       | 0         | 0              | 0               | 2       | 81     | 6e         |
| 2022      | Trophée Andros (Élite Pro)         | Sébastien Loeb Racing | 2       | 1         |                |                 | 1       | 521    | 2e         |
| 2022      | Porsche Supercup                   | Martinet By Almeras   | 8       | 0         | 0              | 0               | 1       | 59     | 7e         |
| 2022      | Porsche Carrera Cup France         | Martinet By Almeras   | 12      | 5         | 10             | 5               | 4       | 245    | 2e         |
| 2023      | Porsche Carrera Cup France         | CLRT                  | 11      | 5         | 9              | 7               | 5       | 239    | Champion   |
| 2023      | Porsche Supercup                   | CLRT                  | 8       | 0         | 1              | 0               | 2       | 79     | 5e         |
| 2023      | 25 Heures VW Fun Cup               | Bertha by Comtoyou    | 1       | 0         | 0              | 0               | 0       | 0      | 46e        |